# Alfredo Hernández Raigosa
Alfredo Hernández Raigosa (12 de enero de 1963-29 de junio de 2022) fue un político y activista social mexicano, que fue miembro del Partido de la Revolución Democrática (PRD) y posteriormente del Movimiento Regeneración Nacional (Morena). Fue diputado federal de 2000 a 2003.

## Biografía
Desde temprana edad, se distinguió por participar en la lucha social en la entonces delegación Iztapalapa, de donde era originario, dedicándose principalmente a la promoción de la vivienda y llegando a ser dirigente de la Unión Cívica de Iztapalapa y presidente de la Asociación de Residentes de la Unidad José María Morelos.
Fue licenciado en Derecho egresado de la entonces Escuela de Estudios Profesionales Aragón de la Universidad Nacional Autónoma de México. En 1987 fue representante de su licenciatura ante del Consejo Estudiantil Universitario y ante el Congreso Universitario en 1990. 
A partir de 1992 fue miembro activo del PRD, en donde fue secretario de Asuntos Jurídicos del comité del Distrito Federal de 1993 a 1994, en este último año fue candidato del PRD a miembro de la Asamblea de Representantes del Distrito Federal. En 1997 fue elegido diputado a la I Legislatura de la Asamblea Legislativa del Distrito Federal por el Distrito 25 local; en la que fue secretario de la comisión de Protección Civil y secretario de la comisión de Gobierno.
En 2000 fue postulado y elegido diputado federal por el Distrito 19 del Distrito Federal a la LVIII Legislatura. En la Cámara de Diputados fue secretario de la comisión especial de Seguridad Pública; e integrante de las comisiones del Distrito Federal; de Energía; y de Puntos Constitucionales.
De 2012 a 2018 fue subsecretario de Desarrollo de Movilidad de la Secretaría de Movilidad de la Ciudad de México; su esposa, Dione Anguiano Flores fue jefa delegacional de Iztalapala de 2015 a 2018, cuando el buscó ser candidato del PRD a dicha posición y no logró la candidatura, renunció a su militancia en dicho partido y se unió a la campaña a jefa de gobierno de Claudia Sheinbaum.
Al asumir Claudia Sheinbaum la jefatura de gobierno, Hernández Raigosa retornó a la secretaría de Movilidad como coordinador general de Enlace Interinstitucional Territorial y Ciudadano; cargo en el que permaneció hasta su fallecimiento, ocurrido el 29 de junio de 2022.